# Symphonie no 3 de Vaughan Williams
Pour les articles homonymes, voir Symphonie no 3.
La Symphonie no 3 (A Pastoral Symphony) est une œuvre de Ralph Vaughan Williams composée en 1916-1921, et créée à Londres le 26 janvier 1922.
Elle comprend quatre mouvements et son exécution dure environ 32 minutes.
1. Molto moderato
2. Lento moderato
3. Moderato pesante
4. Lento